# Fibrose cardíaca
Fibrose cardíaca é uma degeneração do tecido natural do miocárdio, causando assim seu endurecimento. Ocorre devido a hiperativação de fibroblastos, células que liberam colágeno. Este estado patológico ocorre na presença de doença de Chagas crônica.